# 黒沢琴美
黒沢 琴美（くろさわ ことみ、1982年（昭和57年）7月18日 - ）は、日本のタレント、元レースクイーン。スタイルコーポレーション所属。愛称は「ことみん」。
山梨県出身。2009年（平成21年）6月に入籍、2010年（平成22年）4月20日に女児を出産。2012年（平成24年）5月15日、第二子となる女児を出産し、二児の母となった。
2012年（平成24年）5月現在はタレント活動を休止中。

## 人物
- 趣味・特技：スカイダイビング、ピアノ
- 好きな色：白、黒、ピンク、緑。
- 妹が1人いる[4]。
- お笑いコンビ「しんのすけとシャン」のシャンとは高校時代の同級生[5]。

## レースクイーン・イメージガール
- 2005年（平成17年）：ロックフォード・フォスゲートイメージガール
- 2005年（平成17年） - 2007年（平成19年）：SUPER GT「BANDAIバクシードガールズ」
- 2006年（平成18年）：スーパー耐久イメージガール「St.Cherish（セント・チェリッシュ）」、マルハンイメージガール「Maruhany（マルハニー）」
- 2008年（平成20年）：東京オートサロンイメージガール「A-class」、SUPER GTマレーシアラウンドイメージガール「SUPER GT QUEEN」

## 受賞歴
- 2005年（平成17年）：オートギャラリー東京2005「レースクイーングランプリ2005」グランプリ受賞

## 出演

### 映画
- プライド（2009年1月公開）

### ラジオ
- 「ASIAN美少女FILE・マーブルクイーン」（USENブロードネットワークス）
- 「AIR JAM NIGHT」（Date FM・2006年8月25日出演）

### CM
- 名学館（2007年）
- BANDAI「ガン!ガン!ガンブラ!!」（2007年12月・『機動戦士ガンダム00』内CM）

## 作品

### DVD
※ いずれもビーエムドットスリーより発売
- 「AFFINITY」（2005年11月26日）
- 「VITARITY」（2006年2月22日）
- 「purity」（2006年8月26日）

### 写真集
- CD写真集・黒沢琴美in沖縄（2005年5月・デジタル出版）
- ギャルズ・パラダイス特別編集・オートサロン2008イメージガールA-classスペシャル（2008年1月・三栄書房）

### St.Cherishとして
黒沢琴美の人気を決定付けたのが2006年度のスーパー耐久イメージガール「St.Cherish（セント・チェリッシュ）」。藍原ももよと組んだこのユニットは2006年シーズン終了後も活動を続けた珍しいユニットであった。
その他の活動についてはSt.Cherishの項目を参照。

#### CD
- 「Sweet Heart」（2006年10月）
- 「LOVE SMILE」（2006年10月）
- 「Dear Memories」（2006年11月）
- 「ミライニツナゲテ」（2007年2月）

#### DVD
- 「Our Seasons one」（2007年1月）
- 「Our Seasons two」（2007年2月）
- 「OUR SEASON 3」（2007年11月）
- 「Our Seasons Four」（2008年1月）